# Двойная звезда с соударяющимися ветрами
Двойная звезда с соударяющимися ветрами — двойная звездная система, состоящая из двух массивных компонентов, испускающих мощные, радиоактивные звездные ветра. Место столкновения двух звездных ветров создает сильный фронт ударной волны, способный влиять на радио-, рентгеновское и, возможно, синхротронное излучение от двойной системы. Сжатие ветра в регионе головной ударной волны между двумя звездными ветрами приводит к формированию пыли. Когда пыль поднимается от орбитальной пары потоками, она формирует вихреобразную туманность движущейся по спирали пыли. Такие завихрения наблюдались в звездном скоплении «Пяти близнецов»
Архетипом такой звездной системы может послужить двойная система WR140 (HD 193793), состоящая из звезды Вольфа Райе около 20 солнечных масс, вращающейся вокруг звезды спектрального класса  O4-5 и массой в 50 солнечных, с периодом в 7,9 лет. Высокий эксцентриситет звездной пары позволяет астрономам наблюдать перемены в звездных ветрах после их схождения и расхождения. Еще одним примечательным примером такой звездной пары может послужить Эта Киля, один из ярчайших объектов Млечного Пути. Схожие по типу звездные системы обнаружены и в других галактиках, например HD 5980, открытая в рентгеновском диапазоне и расположенная в Малом Магеланновом облаке, спутнике нашей Галактики.

## См.также
- Эффект Струве-Сааде